# Navarretia
Navarretia es un género con 170 especies de plantas con flores perteneciente a la familia Polemoniaceae. 

## Especies seleccionadas
| - Navarretia abramsii - Navarretia abramsi - Navarretia achilleaefolia - Navarretia aggregata | - Navarretia andicola - Navarretia androsacea - Navarretia aristella - Navarretia atractyloides |

## Sinonimia
- Aegochloa Benth.